# Eidgenössische Technische Hochschule Zürich

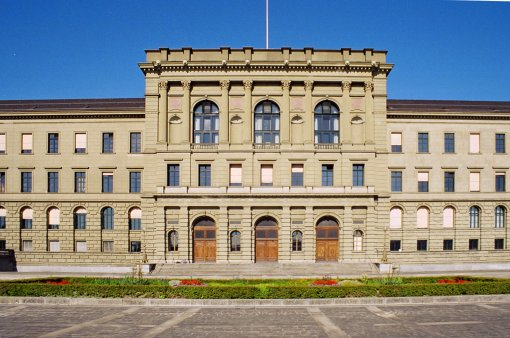
Eidgenössische Technische Hochschule

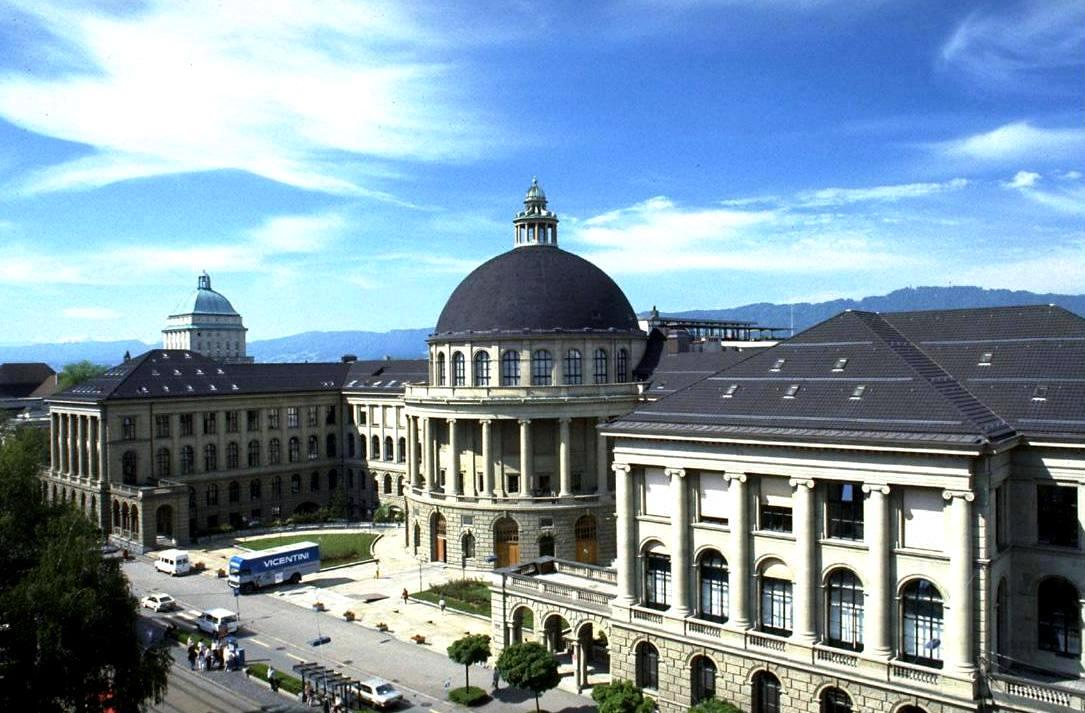

Eidgenössische Technische Hochschule, ETH Zürich, är en teknisk högskola i Zürich i Schweiz. I det tyskspråkiga Schweiz kallas högskolan ETH eller Poly, efter det tidigare namnet Polytechnikum. Ibland kan även förkortningen ETHZ synas. ETH hade vid årsskiftet 2006 10 223 studenter varav 14 % utländska, 2 794 doktorander, 6 297 heltidsanställda varav 359 professorer, enligt årsredovisningen.

## Historik
ETH grundades år 1854 som Eidgenössische polytechnische Schule och inledde sin verksamhet i Zürich år 1855. 
ETH är ett av världens mest välrenommerade universitet och erbjuder mycket goda forskningsmöjligheter. Universitet rankas som bäst i Europa utanför Storbritannien samt 10:e bästa universitet i världen av Times Higher Education och QS World University Ranking. ETH har skapat sitt rykte genom såväl framträdande insatser inom forskning som högklassig undervisning. Sammantaget har 21 Nobelpristagare bedrivit studier eller verkat som professorer vid universitetet. Bland pristagarna märks Wilhelm Conrad Röntgen och Albert Einstein, som båda läste vid universitet som studenter och som sedermera verkade som professorer vid detsamma.

## Studenter och lärare i urval
- Wernher von Braun
- Gustaf Dalén
- Sigfrid Edström
- Albert Einstein
- Charles-Edouard Geisendorf
- Léonie Geisendorf
- Wilhelm Conrad Röntgen
- Santiago Calatrava
- Max Frisch
- Auguste Piccard